# Anima (ナイトメアのアルバム)
『anima』（アニマ）は、ナイトメアの3枚目のオリジナルアルバムである。

## 概要
- 2006年2月22日発売。全2タイプ同時発売、通常盤 (CD+DVD)・初回限定盤（CD+写真集）。
- 初回特典：「邪神ト薔薇」PV映像（通常盤のみに収録）。
- オリコンチャートで最高位12位を記録した。

## 収録曲
1. 燻-くゆる- [4:10]
作詞・作曲：咲人、編曲：IKUO・寺田志保・栗山善親
2. ネオテニー [3:21] 
作詞作曲：咲人
3. livEVIL [4:02] 
作詞：YOMI、作曲:咲人)
8thシングル
4. Яaven Loud speeeaker [4:02] 
作詞作曲：RUKA
7thシングル
5. ジャイアニズム碌 [4:21] 
作詞：YOMI、作曲:咲人
6. 邪神ト薔薇 [4:02] 
作詞：RUKA/作曲：咲人
7. 雪葬 [7:57] 
作詞：YOMI、作曲：咲人
8. まほら [7:39] 
作詞・作曲：咲人
9. message [7:39] 
作詞：作曲：RUKA)
10. 落羽 [6:11] 
作詞：柩、作曲：柩・咲人
11. 時分ノ花 [4:10] 
作詞・作曲：咲人
6thシングル